# تیم ملی فوتسال مغولستان
تیم ملی فوتسال مغولستان نماینده مغولستان در مسابقات بین‌المللی فوتسال و یکی از تیم‌های فوتسال آسیایی است.
براساس رده‌بندی فیفا تیم فوتسال مغولستان جایگاه ۱۰۶ را در بین تیم‌های ملی فوتسال جهان دارد.